# Districte d'Annaberg
El Districte d'Annaberg (en alemany Landkreis Annaberg) va ser un Landkreis (districte) situat al sud-oest de l'estat federal de Freistaates Sachsen (Alemanya). Els districtes veïns a l'oest eren el Mittlere Erzgebirgskreis, al sud el districte de la República Txeca (Karlovarský kraj), a l'oest el districte d'Aue-Schwarzenberg i al nord-oest el districte de Stollberg. La capital del districte era la ciutat d'Annaberg-Buchholz.
Constituït l'any 1874 i suprimit a la reforma territorial de 1952, la de 1994 li va retornar el seu estatut polític-administratiu i el seu territori inicial, fins que l'1 d'agost del 2008, en el marc d'una nova reforma dels districtes de Saxònia, va desaparèixer per integrar-se en el nou districte de les Muntanyes Metal·líferes.

## Composició del Districte
(Habitants a 31 de desembre de 2005)
| Ciutats 1. Annaberg-Buchholz, Großi Kreisstadt (23.043) 2. Ehrenfriedersdorf (5.310) 3. Elterlein (3.256) 4. Geyer (4.086) 5. Jöhstadt (3.306) 6. Oberwiesenthal, Kurort (2.735) 7. Scheibenberg (2.372) 8. Schlettau (2.732) 9. Thum (5.829) Comunitats de Municipis - Verwaltungsgemeinschaft Bärenstein - Verwaltungsgemeinschaft Geyer - Verwaltungsgemeinschaft Scheibenberg-Schlettau | Municipis 1. Bärenstein (2.739) 2. Crottendorf (4.636) 3. Gelenau/Erzgeb. (4.776) 4. Königswalde (2.390) 5. Mildenau (3.787) 6. Sehmatal (Sitz: Cranzahl) (7.351) 7. Tannenberg (1.276) 8. Thermalbad Wiesenbad (3.783) |